# エチオピア帝冠評議会
エチオピア帝冠評議会（エチオピアていかんひょうぎかい、英語: Crown Council of Ethiopia）は、エチオピア帝国の憲法上の機関であり、エチオピア皇帝に助言を与え、帝冠を代表して行動した。評議会のメンバーは皇帝によって任命された。
1974年9月12日、クーデターにより皇帝ハイレ・セラシエ1世は退位させられ、評議会も解散させられた。評議会のメンバーのほとんどは投獄されて処刑された。その中には、評議会の議長であるアスラテ・カッサ王子も含まれていた。革命政権である臨時軍事行政評議会（デルグ）は、その翌年に帝政を廃止した。
1993年、ハイレ・セラシエ1世の子孫らにより帝冠評議会が新たに発足した。新しい帝冠評議会は、デルグによる帝政の廃止は違憲であって、エチオピア皇帝の称号はまだ存在していると主張し、評議会はその利益のために行動するとした。この新しい帝冠評議会は、実質的にエチオピア帝国の亡命政府として機能した。そして、1993年にエチオピアから分国されたエリトリアの領土についても領有を主張した。
1995年のエチオピア連邦憲法により、エチオピアの共和国としての地位が確認された。しかし、帝冠評議会はその後も活動を続けている。エチオピア政府は、儀礼上、元皇族に王子の称号を与え続けている。
2005年3月16日、皇帝ハイレ・セラシエ1世の孫のゼラ・ヤコブ王子は、従兄弟のエルミア・サーレ・セラシエ王子を帝冠評議会の議長に再任した。ゼラ・ヤコブ王子はエチオピアの皇太子とされている。
2004年7月28日、帝冠評議会は、その使命を政治的な領域から、エチオピアの文化保護、開発、人道的努力へと転換することを決定した。

## 歴代議長
| 肖像                                  | 議長 （生没年）                        | 任期          | 任期           | 皇帝                                 |
| ------------------------------------- | -------------------------------------- | ------------- | -------------- | ------------------------------------ |
|                                       | カッサ・ハイレ・ダルゲ王子 (1881–1956) | 1941年7月13日 | 1956年11月16日 | ハイレ・セラシエ1世                  |
| 空席（皇帝ハイレ・セラシエ1世が兼任） | 空席（皇帝ハイレ・セラシエ1世が兼任）  | 1956年        | 1971年         | ハイレ・セラシエ1世                  |
|                                       | アスラテ・カッサ王子 (1922–1974)       | 1971年7月     | 1974年9月12日  | ハイレ・セラシエ1世                  |
| 解散                                  | 解散                                   | 1974年        | 1993年         |                                      |
|                                       | エルミア・サーレ・セラシエ王子 (1960–) | 1993年7月15日 |                | アムハ・セラシエ1世 ゼラ・ヤコブ王子 |